# 马冲口街道
马冲口街道，是中华人民共和国四川省自贡市大安区下辖的一个乡镇级行政单位。

## 行政区划
马冲口街道下辖以下地区：
马冲口社区、沙鱼坝社区、高硐社区、碾子山社区、文峰山社区和颜家湾社区。